# دم اسمال لینوکس
دَم اِسمال لینوکس یا دی‌اِس‌اِل یک سیستم‌عامل کامپیوتر برای کامپیوترهای شخصی است. این سیستم‌عامل آزاد ومتن‌باز تحت اجازه‌نامه جی‌پی‌ال و اجازه‌نامه‌های آزاد دیگر است. دی‌اس‌ال با حجم 689 مگابایتی خود می‌تواند به طور زنده راه‌اندازی شود. این سیستم‌عامل یکی از توزیع‌های گنو/لینوکس کوچک است. این سیستم عامل بعد از وقفه ای 12 ساله نسخه جدیدش در سال 2024 منتشر شد ، نسخه قبلی مربوط به سال 2012 است  که آن هم با وقفه ای 4 ساله منتشر شد 